# صندوق الأمم المتحدة لتنمية رأس المال
يعمل صندوق الأمم المتحدة لتنمية رأس المال (بالإنجليزية: United Nations Capital Development Fund - UNCDF)‏ على تمويل القطاعين العام والخاص لصالح الفقراء في أقل البلدان نمواً البالغ عددها 47 بلداً في العالم.
من خلال ولاية الصندوق وأدواته، يقدم الصندوق نماذج تمويل «الميل الأخير» التي تفتح الموارد العامة والخاصة، وخاصة على المستوى المحلي، للحد من الفقر ودعم التنمية الاقتصادية المحلية. هذا الميل الأخير هو حيث الموارد المتاحة للتنمية نادرة. حيث تكون إخفاقات السوق أكثر وضوحًا؛ وحيث تميل فوائد النمو الوطني إلى ترك الناس مستبعدين.
تعمل نماذج التمويل الخاصة بالصندوق من خلال قناتين: الشمول المالي الذي تقوده المدخرات والذي يوسع الفرص للأفراد والأسر والشركات الصغيرة للمشاركة في الاقتصاد المحلي، ويزودهم بالأدوات التي المناسبة للخروج من الفقر وإدارة حياتهم المالية؛ وعن طريق إظهار كيف يمكن للاستثمارات المحلية - من خلال اللامركزية المالية، والتمويل البلدي المبتكر، وتمويل المشاريع المنظم - أن تدفع التمويل العام والخاص الذي يدعم التوسع الاقتصادي المحلي والتنمية المستدامة. يتم تطبيق نماذج تمويل الصندوق حيث يمكن أن يكون لمعالجة الحواجز التي تعترض التمويل على المستوى المحلي تأثير تحويلي على الفقراء والمجتمعات المستبعدة.
من خلال تعزيز كيفية عمل التمويل للفقراء على مستوى الأسرة والمؤسسات الصغيرة والبنية التحتية المحلية، يسهم الصندوق في الهدف الأول من أهداف التنمية المستدامة بشأن القضاء على الفقر مع التركيز على الوصول إلى الميل الأخير ومعالجة الاستبعاد وعدم المساواة في الوصول. وفي الوقت نفسه، ينشر الصندوق ولاية تمويل رأس المال الخاصة به تمشيا مع الهدف 17 من أهداف التنمية المستدامة لإطلاق العنان للقطاع العام والخاص للفقراء على المستوى المحلي. من خلال تحديد قطاعات السوق التي يمكن أن يكون لنماذج التمويل المبتكرة بها تأثير تحويلي في المساعدة على الوصول إلى الميل الأخير، يساهم الصندوق في عدد من أهداف التنمية المستدامة المختلفة ويبلغ حاليًا 28 هدفاً من أصل 169 هدفًا.
التي أنشأتها الجمعية العامة في عام 1966 مع المقر الرئيسي في مدينة نيويورك الصندوق مستقلة في الأمم المتحدة متحالفة مع برنامج الأمم المتحدة الإنمائي.
تتمثل ولاية الصندوق الأصلية الصادرة عن الجمعية العامة للأمم المتحدة (UNGA) في «مساعدة البلدان النامية في تنمية اقتصاداتها من خلال استكمال المصادر الحالية للمساعدة الرأسمالية عن طريق المنح والقروض» (قرار الجمعية العامة 2186، 13 ديسمبر 1966). تم تعديل الولاية في عام 1973 لتخدم أقل البلدان نمواً أولاً وقبل كل شيء.